# جين غوردون
جين غوردون (بالإنجليزية: Jane Gordon)‏ هي مصممة أمريكية، ولدت في 9 يونيو 1956.